# Mister Fitness Supermodel World
Mister Fitness Supermodel World  (tiếng Việt: Nam vương Siêu mẫu Thể hình Thế giới) là cuộc thi sắc đẹp quốc tế do Tổng Giám đốc Công ty Cổ Phần Blue Sky VN Quách Châu Anh Duy sáng lập và được tổ chức lần đầu vào năm 2023. Cuộc thi đề cao vẻ đẹp ngoại hình mà còn tôn vinh tinh thần thể thao, sức khỏe và lối sống lành mạnh. Đương kim Mister Fitness Supermodel World là Vishmitha Divyanja đến từ Sri Lanka.

## Người giữ danh hiệu
| Mùa | Năm  | Ngày                | Mister Fitness Supermodel World | Á vương                               | Á vương                                     | Á vương                              | Á vương                   | Nơi tổ chức          | Số thí sinh | T.k.                           |
| Mùa | Năm  | Ngày                | Mister Fitness Supermodel World | 1                                     | 2                                           | 3                                    | 4                         | Nơi tổ chức          | Số thí sinh | T.k.                           |
| --- | ---- | ------------------- | ------------------------------- | ------------------------------------- | ------------------------------------------- | ------------------------------------ | ------------------------- | -------------------- | ----------- | ------------------------------ |
| 1   | 2023 | 20 tháng 5 năm 2023 | Hansel Trần · Hoa Kỳ            | Harshit Arora · Ấn Độ                 | Kevin Mruškovič · Slovakia                  | Micheal Angelo Toledo · Philippines  | Yi Fang Gao · Canada      | Phan Thiết, Việt Nam | 14          | [ 2 ] [ 3 ] [ 4 ] [ 5 ]        |
| 2   | 2024 | 18 tháng 5 năm 2024 | Feygelman Artyom · Uzbekistan   | Godfrey Nikolai Murillo · Philippines | Jhoynier De Aza Collado · Cộng hòa Dominica | Noah Uey Ama · Nhật Bản              | Bùi Văn Thái · Việt Nam   | Vũng Tàu, Việt Nam   | 13          | [ 6 ] [ 7 ] [ 8 ] [ 9 ] [ 10 ] |
| 3   | 2025 | 14 tháng 6 năm 2025 | Vishmitha Divyanja · Sri Lanka  | Belaroussi Fouad · Pháp               | Argana Pedia Denver · Philippines           | Ekpunobi Credo Chiewenitem · Nigeria | Pichtip Vibol · Campuchia | Quy Nhơn, Việt Nam   | 15          | [ 11 ] [ 12 ] [ 13 ] [ 14 ]    |

### Quốc gia/vùng lãnh thổ theo số lần chiến thắng
| Quốc gia   | Số lần | Năm  |
| ---------- | ------ | ---- |
| Hoa Kỳ     | 1      | 2023 |
| Uzbekistan | 1      | 2024 |
| Sri Lanka  | 1      | 2025 |

## Các lần tổ chức Mister Fitness Supermodel World

### 2023
Mister Fitness Supermodel World 2023 là cuộc thi Mister Fitness Supermodel World mùa 1 được tổ chức tại Sea Links City, Mũi Né, Phan Thiết, Việt Nam vào ngày 20 tháng 5 năm 2023. Có 14 thí sinh dự thi, Hansel Trần đến từ Hoa Kỳ đăng quang ngôi vị Mister Fitness Supermodel World.
Kết quả
| Hạng                                 | Thí sinh                              |
| ------------------------------------ | ------------------------------------- |
| Mister Fitness Supermodel World 2023 | - Hoa Kỳ — Hansel Trần                |
| Á vương 1                            | - Ấn Độ — Harshit Arora               |
| Á vương 2                            | - Slovakia — Kevin Mruškovič          |
| Á vương 3                            | - Philippines — Micheal Angelo Toledo |
| Á vương 4                            | - Canada — Yi Fang Gao                |

Các giải thưởng
| Giải thưởng              | Thí sinh |
| ------------------------ | --- |
| Best in National Costume | Winner - Hoa Kỳ — Hansel Trần 1st Runner-Up - Việt Nam — Tạ Công Phát 2nd Runner-Up - Philippines — Micheal Angelo Toledo |
| Best Media Award         | - Hoa Kỳ — Hansel Trần |
| Mister Popularity        | - Lào — Jonethajuck Nouansengsy                                                                                           |
| Best Formal Wear         | - Việt Nam — Tạ Công Phát                                                                                                 |
| Best in Sportswear       | - Philippines — Micheal Angelo Toledo - Việt Nam — Tạ Công Phát - Thái Lan — Tanasit Patcharawisitphakin                  |
| Best in Fashion          | - Hoa Kỳ — Hansel Trần - Hàn Quốc — Sukhyun Jin - Canada — Yi Fang Gao                                                    |
| Best in Fitness Body     | - Slovakia — Kevin Mruškovič - Croatia — Frano Batinic - Ấn Độ — Harshit Arora                                            |

Các thí sinh
| Quốc gia/vùng lãnh thổ | Thí sinh                    |
| ---------------------- | --------------------------- |
| Ấn Độ                  | Harshit Arora               |
| Canada                 | Yi Fang Gao                 |
| Croatia                | Frano Batinic               |
| Hàn Quốc               | Sukhyun Jin                 |
| Hoa Kỳ                 | Hansel Trần                 |
| Lào                    | Jonethajuck Nouansengsy     |
| Montenegro             | Bosko Radulovic             |
| Philippines            | Micheal Angelo Toledo       |
| Slovakia               | Kevin Mruškovič             |
| Tonga                  | Eiuani Vaka Finau           |
| Thái Lan               | Tanasit Patcharawisitphakin |
| Úc                     | Tommy Corrigan              |
| Việt Nam               | Tạ Công Phát                |
| Ý                      | Luca Picco                  |

Dự thi quốc tế khác
| Cuộc thi        | Năm  | Quốc gia/vùng lãnh thổ | Thí sinh        | Thứ hạng  |
| --------------- | ---- | ---------------------- | --------------- | --------- |
| Man of the Year | 2024 | Slovakia               | Kevin Mruškovič | Nam vương |

### 2024
Mister Fitness Supermodel World 2024 là cuộc thi Mister Fitness Supermodel World mùa 2 được tổ chức tại Hồ Mây Park, Vũng Tàu, Việt Nam vào ngày 18 tháng 5 năm 2024. Có 13 thí sinh dự thi, Feygelman Artyom đến từ Uzbekistan đăng quang ngôi vị Mister Fitness Supermodel World.
Kết quả
| Hạng                                 | Thí sinh |
| ------------------------------------ | --- |
| Mister Fitness Supermodel World 2024 | - Uzbekistan — Feygelman Artyom |
| Á vương 1                            | - Philippines — Godfrey Nikolai Murillo |
| Á vương 2                            | - Cộng hòa Dominica — Jhoynier De Aza Collado                                                                                                 |
| Á vương 3                            | - Nhật Bản — Noah Uey Ama |
| Á vương 4                            | - Việt Nam — Bùi Văn Thái |
| Top 10                               | - Đài Loan — To-Shau Fan - Hàn Quốc — Kim Sung Jun - Malaysia — Tharvin Kumar - Singapore — Lim Chum Hao - Sri Lanka — Anjana Abeygunwardhana |

Các giải thưởng
| Giải thưởng              | Thí sinh |
| ------------------------ | --- |
| Best in National Costume | Winner - Sri Lanka — Anjana Sameera Runner-Up - Philippines — Godfrey Nikolai Murillo - Việt Nam — Bùi Văn Thái |
| Best in Swimsuit         | - Cộng hòa Dominica — Jhoynier De Aza Collado                                                                   |
| Mister Face              | - Philippines — Godfrey Nikolai Murillo                                                                         |
| Best Catwalk             | - Việt Nam — Bùi Văn Thái                                                                                       |
| Mister Fashion           | - Đài Loan — To-Shau Fan                                                                                        |
| Best Talent              | - Cộng hòa Dominica — Jhoynier De Aza Collado                                                                   |
| Mister Sports Wear       | - Malaysia — Tharvin Kumar                                                                                      |
| Mister Media             | - Philippines — Godfrey Nikolai Murillo                                                                         |
| People's Choice Award    | - Campuchia — By Soeng                                                                                          |

Các thí sinh
| Quốc gia/vùng lãnh thổ | Thí sinh                |
| ---------------------- | ----------------------- |
| Campuchia              | By Soeng                |
| Cộng hòa Dominica      | Jhoynier De Aza Collado |
| Đài Loan               | To-Shau Fan             |
| Ethiopia               | Nahom Fisseha Gidey     |
| Hàn Quốc               | Kim Sung Jun            |
| Hoa Kỳ                 | Derek Dao Morales       |
| Malaysia               | Tharvin Kumar           |
| Nhật Bản               | Noah Uey Ama            |
| Philippines            | Godfrey Nikolai Murillo |
| Singapore              | Lim Chum Hao            |
| Sri Lanka              | Anjana Abeygunwardhana  |
| Uzbekistan             | Feygelman Artyom        |
| Việt Nam               | Bùi Văn Thái            |

### 2025
Mister Fitness Supermodel World 2025 là cuộc thi Mister Fitness Supermodel World mùa 3 được tổ chức tại quảng trường Nguyễn Tất Thành, Quy Nhơn, Việt Nam vào ngày 14 tháng 6 năm 2025. Có 15 thí sinh dự thi, Vishmitha Divyanja đến từ Sri Lanka đăng quang ngôi vị Mister Fitness Supermodel World.
Kết quả
| Hạng                                 | Thí sinh |
| ------------------------------------ | --- |
| Mister Fitness Supermodel World 2025 | - Sri Lanka — Vishmitha Divyanja |
| Á vương 1                            | - Pháp — Belaroussi Fouad |
| Á vương 2                            | - Philippines — Argana Pedia Denver |
| Á vương 3                            | - Nigeria — Ekpunobi Credo Chiewenitem ★ |
| Á vương 4                            | - Campuchia — Pichtip Vibol |
| Top 11                               | - Ấn Độ — Naorem Carlos Singh - Hoa Kỳ — Rowan Skye Musick ‡ - Malaysia — Low Wai Kueng - Tây Ban Nha — Pareja Jimenez Angel - Thái Lan — Udomchoke Laosubborriboon - Việt Nam — Nguyễn Tiến Đạt |

- ★ Thắng giải People's Choice vào thẳng Top 11 chung cuộc.
- ‡ Thắng giải Mister Body vào thẳng Top 11 chung cuộc.

Các giải thưởng
| Giải thưởng                              | Thí sinh |
| ---------------------------------------- | --- |
| Mister Fitness Supermodel World Americas | - Canada — Asimuddin Syed |
| Mister Fitness Supermodel World Europe   | - Tây Ban Nha — Pareja Jimenez Angel |
| Mister Fitness Supermodel World Africa   | - Nigeria — Ekpunobi Credo Chiewenitem |
| Mister Fitness Supermodel World Asia     | - Việt Nam — Nguyễn Tiến Đạt |
| Mister Fitness People's Choice           | - Nigeria — Ekpunobi Credo Chiewenitem |
| Mister Media                             | - Singapore — Triston Tay Keng Hang |
| Mister Formal Wear                       | - Hàn Quốc — Kim DaeHyun |
| Best in Sports Wear                      | - Malaysia — Low Wai Kueng |
| Mister Face                              | - Thái Lan — Udomchoke Laosubborriboon |
| Mister Body                              | - Hoa Kỳ — Rowan Skye Musick |
| Mister Fashion                           | Chiến thắng - Pháp — Belaroussi Fouad 1st Runner-up - Canada — Asimuddin Syed 2nd Runner-up - Nepal — Rohit Shrestha                             |
| Mister Catwalk                           | Chiến thắng - Philippines — Argana Pedia Denver 1st Runner-up - Sri Lanka — Vishmitha Divyanja 2nd Runner-up - Ấn Độ — Naorem Carlos Singh       |
| Best Traditional Costume                 | Chiến thắng - Việt Nam — Nguyễn Tiến Đạt 1st Runner-up - Tây Ban Nha — Pareja Jimenez Angel 2nd Runner-up - Thái Lan — Udomchoke Laosubborriboon |
| Mister Talent                            | Chiến thắng - Sri Lanka — Vishmitha Divyanja 1st Runner-up - Malaysia — Low Wai Kueng 2nd Runner-up - Nigeria — Ekpunobi Credo Chiewenitem       |
| Mister Fitness Supermodel World Star     | - Philippines — Argana Pedia Denver |

Các thí sinh
| Quốc gia/vùng lãnh thổ | Thí sinh                   |
| ---------------------- | -------------------------- |
| Ấn Độ                  | Naorem Carlos Singh        |
| Campuchia              | Pichtip Vibol              |
| Canada                 | Asimuddin Syed             |
| Hàn Quốc               | Kim DaeHyun                |
| Hoa Kỳ                 | Rowan Skye Musick          |
| Malaysia               | Terrance Low Wai Kueng     |
| Nepal                  | Rohit Shrestha             |
| Nigeria                | Ekpunobi Credo Chiewenitem |
| Pháp                   | Belaroussi Fouad           |
| Philippines            | Argana Pedia Denver        |
| Singapore              | Triston Tay Keng Hang      |
| Sri Lanka              | Vishmitha Divyanja         |
| Tây Ban Nha            | Pareja Jimenez Angel       |
| Thái Lan               | Udomchoke Laosubborriboon  |
| Việt Nam               | Nguyễn Tiến Đạt            |

### 2026
Mister Fitness Supermodel World 2026 là cuộc thi Mister Fitness Supermodel World mùa 4 được tổ chức tại Việt Nam vào năm 2026.
Các thí sinh
| Quốc gia/vùng lãnh thổ | Thí sinh      |
| ---------------------- | ------------- |
| Algérie                | Habib Mestari |

## Danh sách đại diện Việt Nam
Chú thích màu
- : Nam vương
- : Á vương
- : Top chung kết
- : Top bán chung kết
- : Được giải thưởng đặc biệt

| Năm  | Đại diện        | Quê quán   | Thứ hạng tại Mister Fitness Supermodel Vietnam | Thứ hạng tại Mister Fitness Supermodel World | Giải thưởng đặc biệt                                                                 |
| ---- | --------------- | ---------- | ---------------------------------------------- | -------------------------------------------- | ------------------------------------------------------------------------------------ |
| 2023 | Tạ Công Phát    | Quảng Ngãi | Á vương 2 (2019)                               | Không đạt giải                               | 1 - - 1st Runner-Up Best in National Costume - Best Formal Wear - Best in Sportswear |
| 2024 | Bùi Văn Thái    | Hậu Giang  | Á vương 1 (2023)                               | Á vương 4                                    | 1 - - Runner-Up Best in National Costume - Best Catwalk                              |
| 2025 | Nguyễn Tiến Đạt | Vĩnh Long  | Mister Fitness Supermodel Vietnam 2024         | Top 11                                       | 2 - - Best Traditional Costume - Mister Fitness Supermodel World Asia                |